# Javorivskyj rajon
Javorivskyj rajon (ukrainska: Яворівський район) är ett rajon i Lviv oblast i Ukraina. Den hade 124 866 invånare år 2015.